# Харківський професійний будівельний ліцей
Харківський професійний будівельний ліцей — колишній заклад професійної освіти у місті Харків з підготовки спеціалістів будівельних та робітничих спеціальностей.
Заклад був організований у листопаді 1947 року, як школа фабрично-заводського навчання № 15 і містилась на вулиці Михайлика, будинок № 2. Створення школи було обумовлене нестачею робітничих кадрів для відновлення зруйнованого війною народного господарства.
У 1955 році школа ФЗО була реорганізована в школу з 2-х річним терміном навчання і була розміщена в новому корпусі по вулиці Івана Камишева, 16/12.
У 1957 році відбулася реорганізація і школа стала будівельним училищем № 3. За період з 1960 по 1980 роки був побудований навчальний корпус, виробничі майстерні, 5-ти поверховий гуртожиток, їдальня, спортивний зал, стрілецький тир. Будівництво всіх об'єктів велося силами працівників і учнів училища.
У 1963 році на базі будівельного училища № 3 організовується міське професійно-технічне училище № 8. З 1966 року училище почало підготовку кадрів для тресту «Житлобуд-2».
У 1970 році училище перейшло на підготовку фахівців з 3-х річним терміном навчання.
У 2003 році училище було перейменоване в «Харківський професійний будівельний ліцей».
За роки свого існування в училищі отримали знання більш ніж 15 тис. кваліфікованих робітників з професій: муляр, столяр будівельний, монтажник, штукатур, маляр, столяр-паркетник, лицювальник-плиточник , квітникар, реставратор декоративно–художніх штукатурок і ліпних робіт, реставратор декоративно-художніх фарбувань, оператор комп'ютерного набору.
Учні, що вчились у МПТУ № 8, зводили будинок політосвіти, готель «Мир», кіноконцертний зал «Україна», лікарняні корпуси лікарень № 15, 4, будували житлові комплекси на Олексіївці і північній Салтівці.
МПТУ № 8 занесено в книгу пошани Салтівського району м. Харкова, воно двічі лауреат республіканської премії Держкомітету професійної освіти України. За участь в створенні водного каналу Дніпро – Донбас – Харків училище отримало подяку міністра спеціальних будівельних робіт України. Багато випускників училища, закінчивши надалі інститути і університети, стали керівними працівниками.
Більше 40 років ліцей шефствує над ветеранами Німецько-радянської війни 4–ї гвардійської танкової армії. Силами ветеранів і учнів, що вчаться в ліцеї, створений один з найкращих у Харкові музей бойової слави імені Героя Радянського Союза В.І. Зайцева – генерал-майора, прославленого воєначальника періоду Великої Вітчизняної Війни.
Педагогічний колектив очолює Іван Іванович Радченко, який пропрацював більше 40 років в системі профтехосвіти, тонкий психолог і педагог, людина, за якою йдуть учні, педагоги і весь обслуговчий персонал.